# Dan vidnosti transspolnih oseb
Dan vidnosti transspolnih oseb obeležujemo vsako leto 31. marca in je posvečen praznovanju transspolnih oseb in ozaveščanju o diskriminaciji transspolnih oseb po vsem svetu. Praznik je ustanovila ameriška transspolna aktivistka Rachel Crandall leta 2009 kot odziv na pomanjkanje LGBT praznikov za transspolno skupnost, navajajoč razočaranje, da je edini transspolni praznik Dan spomina na transspolne osebe, ki pa je namenjen žalovanju za umrlimi in ne vidnosti in praznovanju živečih transspolnih oseb.

Zavod TransAkcija vsako leto pripravi razne dogodke, akcije in produkte s katerimi obeležujejo Dan vidnosti transspolnih oseb. Leta 2021 so pripravile_i fotografsko razstavo "Trans in _____", v kateri je sodelovalo 19 transspolnih, nebinarnih in spolno nenormativnih oseb.